# Пробудитесь!
«Пробудитесь!» — религиозный журнал, издаваемый свидетелями Иеговы. Вместе с журналом «Сторожевая башня» является одной из основных публикаций, распространяемых ими в их проповедническом служении.
Отдельные номера журнала находятся в России в Федеральном списке экстремистских материалов.

## Название журнала

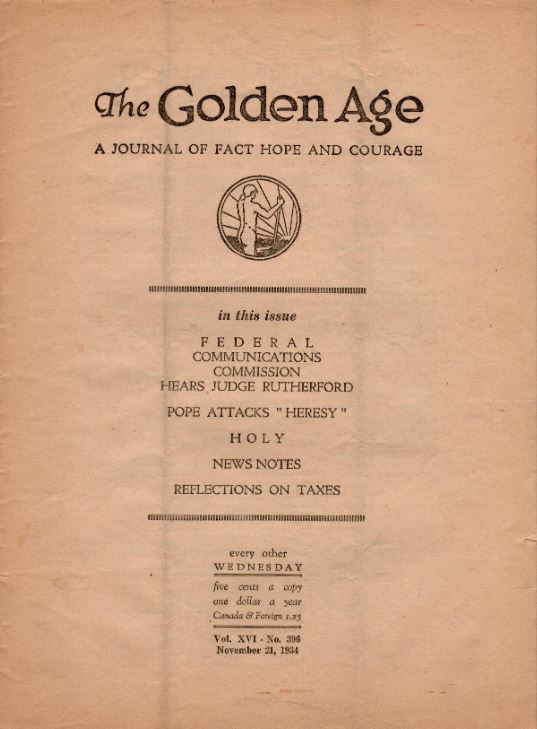
Журнал «Золотой век» (выпуск от 21 ноября 1934 года).

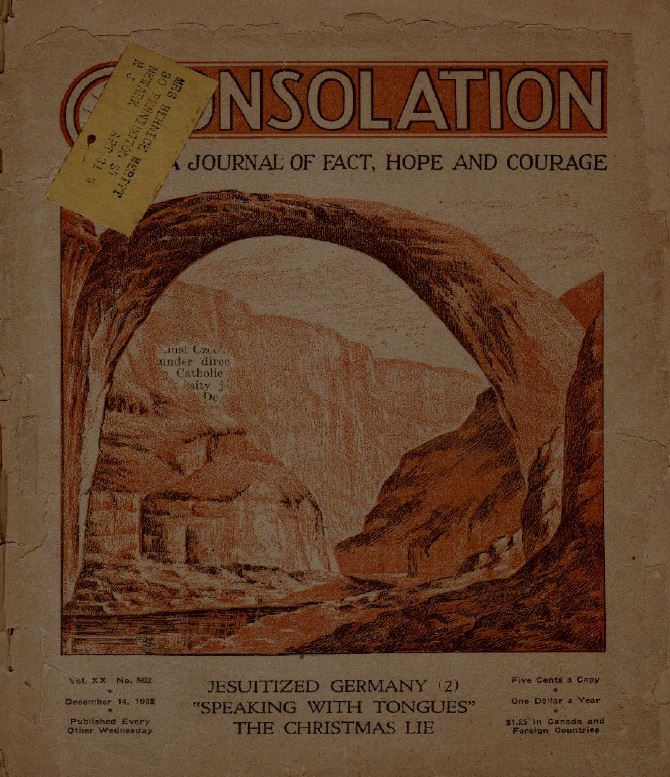
Журнал «Утешение» (выпуск от 14 декабря 1938 года).

На протяжении всей истории своего существования у журнала «Пробудитесь!» было три названия:
- с октября 1919 года — «Золотой век» (англ. The Golden Age)
- с октября 1937 года — «Утешение» (англ. Consolation)
- с августа 1946 года — «Пробудитесь!» (англ. Awake!)

Первое название журнала «Золотой век» отражало представление издателей о приближающемся времени тысячелетнего Царства Христа, во время которого весь мир ожидает эпоха рассвета и возрождения. Последующее переименование журнала в «Утешение», произошедшее в 1937 году, было связано с событиями того времени, когда над человечеством сгущались тучи Второй мировой войны, из-за чего многие находились в состоянии отчаяния и безысходности. Последнее название «Пробудитесь!», принятое в 1946 году, указывало на цель журнала — открывать людям глаза на значение мировых событий.

## Цель издания
Цель журнала заявлена издателями следующим образом:

Это журнал для всей семьи. На его страницах рассказывается о жизни в различных странах, обсуждаются насущные проблемы и их решение, поднимаются вопросы науки и религии, анализируются мировые события и то, что за ними стоит. При этом статьи политически нейтральны и в равной степени уважительны ко всем народам и расам. Но самое главное, этот журнал укрепляет веру во Всевышнего Творца и в его замысел — положить конец несправедливости и беззаконию и в скором будущем установить на земле прекрасный новый мир.

## История

### Освещение событий в нацистской Германии
Уже в 1930-х годах в изданиях свидетелей Иеговы появились детальные описания концентрационных лагерей. Например, в 1937 году в журнале «Утешение», как тогда назывался журнал «Пробудитесь!», рассказывалось об экспериментах с ядовитыми газами, проводившимися в Дахау. По оценкам немецкого историка Детлефа Гарбе, уже к 1939 году в нацистских концлагерях содержалось до 6 тысяч свидетелей Иеговы. Поэтому информация о ужасах, творящихся в лагерях, передавалась из первых уст. К 1946 году в журналах «Утешение» и «Золотой век» (первое название журнала) было упомянуто до 60 различных тюрьм и лагерей нацистов, в том числе и такие названия как Освенцим, Бухенвальд, Дахау и Заксенхаузен, которые большинству людей довоенного времени ничего не говорили.
В журнале «Утешение» за июнь 1940 года сообщалось:
Когда Германия начала свой „блицкриг“, в Польше было 3 500 000 евреев… и если верить сообщениям, достигшим западной общественности, то уничтожение живущих там евреев в самом разгаре.
А в номере за 1943 год было сказано о том, что нацистами систематически истребляются целые народы, например греки, поляки и сербы.

### Начало XXI века
До 2005 года на большинстве языков журнал выходил дважды в месяц — 8 и 22 числа каждого месяца (на некоторые языки переводился только раз в месяц или раз в квартал). С января 2006 года стал выходить ежемесячно, с января 2016 года — раз в два месяца, с января 2018 года — три раза в год, а с января 2022 года — один раз в год.

## Постоянные рубрики журнала
- Точка зрения Библии
- Вопросы молодёжи
- Случайность или замысел?
- Биографии
- Мы наблюдаем мир
- Письма читателей
- Викторина

## Запрет журнала в России
На основании решения Ростовского областного суда от 11.09.2009 и определения Судебной коллегии по гражданским делам Верховного Суда Российской Федерации от 08.12.2009 г. Минюстом России включены в Федеральный список экстремистских материалов выпуски журнала от следующих дат и издательств:
 — февраль 2000 г., изд. Wachtturm Bibel- und Traktat-Gesellschaft der Zeugen Jehovas, Selters/Taunus;
 — январь 2007 г., изд. Wachtturm Bibel- und Traktat-Gesellschaft der Zeugen Jehovas, Selters/Taunus;
 — февраль 2007 г., изд. Wachtturm Bibel- und Traktat-Gesellschaft der Zeugen Jehovas, Selters/Taunus;
 — апрель 2007 г., изд. Wachtturm Bibel- und Traktat-Gesellschaft der Zeugen Jehovas, Selters/Taunus.
В соответствии с Федеральным законом от 25.07.2002 года № 114-ФЗ «О противодействии экстремистской деятельности» на территории Российской Федерации запрещаются распространение экстремистских материалов, а также их производство или хранение в целях распространения.
В апреле 2010 г. Федеральная служба по надзору в сфере связи, информационных технологий и массовых коммуникаций аннулировала разрешение на распространение на территории России печатных изданий «Пробудитесь!» и «Сторожевая башня».